# اللغة الغيلبرتية
اللغة الغيلبرتية أو اللغة الجلبرتية (الغيلبرتية: taetae ni Kiribati)، وتُعرف أيضًا باسم لغة كيريباتي (ويُشار إليها أحيانًا باسم الجلبرتية أو تونغارو)، هي لغة أسترونيزية تُتحدَّث بشكل رئيسي في دولة كيريباتي. وتنتمي هذه اللغة إلى الفرع الميكرونيزي من اللغات الأوقيانية [الإنجليزية].
يرجع اسم "كيريباتي"، وهو الاسم الحالي للجزر، إلى تكييف محلي للاسم الأوروبي "غيلبرتس" بما يتوافق مع النظام الصوتي للغة الجلبرتية. كان الزوار الأوروبيون الأوائل، ومن بينهم العميد البحري جون بايرون [الإنجليزية]، قد أطلقوا على بعض هذه الجزر في عام 1765 أسماءً مثل "جزر كينغزمِل"، أو "كينغز ميل"، أو "جزر مولغريف الشمالية" كما ورد في الفرنسية. غير أن الأميرال آدام يوهان فون كروزنسترن أطلق عليها الاسم الفرنسي "جزر غيلبرت" (les îles Gilbert) عام 1820، نسبةً إلى القبطان توماس غيلبرت، الذي عبر مع القبطان جون مارشال بعض هذه الجزر عام 1788.
بدأ اختلاط الأوروبيين والأمريكيين والصينيين بسكان الجزر منذ عشرينيات القرن التاسع عشر، مدفوعًا بصيد الحيتان وتجارة الزيوت، وخلال هذه الفترة بدأ الأوروبيون بتعلم اللغة الجلبرتية، كما بدأ أهل الجزر بتعلم اللغة الإنجليزية ولغات أجنبية أخرى. وقد نُشر أول قاموس مفردات معروف للجلبرتية عام 1847 في المجلة الفرنسية Revue coloniale، وأعدَّه جرّاح مساعد على متن السفينة الحربية لو رين، وذلك بعد أن أنقذت السفينة أحد أهالي جزيرة كوريا ممن انجرف إلى قرب جزيرة تابيتويا [الإنجليزية].
إلا أن التحول الحقيقي للغة الجلبرتية إلى شكلها الكتابي المعروف حاليًا بدأ مع وصول المبشر الأمريكي هيرام بنغهام الثاني إلى جزيرة أبايانغ في ستينيات القرن التاسع عشر. فقد كان بنغهام أول من ترجم الكتاب المقدس إلى الجلبرتية، كما ألّف عددًا من كتب الترانيم، ووضع قاموسًا (نُشر بعد وفاته عام 1908)، وكتب شروحات دينية بلغة جزر غيلبرت.
وفي عام 1888، ألّف القس الفرنسي ألفونس كولومب في تاهيتي كتابًا بعنوان: مفردات أروراي (جزر غيلبرت) مسبوقة بملاحظات نحوية اعتمادًا على مخطوطة للأب لاتيو لوفك وعمل هوراشيو هيل حول لغة تاراوا، وسمّى الأب لوفك اللغة الجلبرتية بـ"أروراي" (نسبةً إلى جزيرة أروراي)، بينما كان هوراشيو هيل يطلق عليها اسم "تاراوا". وقد استند هذا العمل جزئيًا إلى أول وصف معروف للغة الجلبرتية باللغة الإنجليزية، والذي نُشر عام 1846 ضمن مجلد الإثنولوجيا والفيلولوجيا الخاص بـ بعثة الاستكشاف الأمريكية، والذي أعدَّه هوراشيو هيل.
الاسم الرسمي للغة هو te taetae ni Kiribati، أي "لغة كيريباتي"، لكن الاسم الشائع بين أهلها هو te taetae n aomata، ويعني "لغة الشعب".
أما أول وصف شامل ومتكامل للغة الجلبرتية فقد وضعه القس الكاثوليكي إرنست ساباتييه في عمله الموسوعي القاموس الجلبرتي-الفرنسي (Dictionnaire gilbertin–français)، الذي صدر في الفترة ما بين 1952 و1954 في 981 صفحة. وقد تُرجم هذا العمل جزئيًا إلى اللغة الإنجليزية على يد الأخت أوليفيا، بمساعدة هيئة جنوب المحيط الهادئ.

## فهرست
- Blevins، Juliette؛ Harrison، Sheldon P. (1999)، "Trimoraic Feet in Gilbertese"، Oceanic Linguistics، ج. 38، ص. 203–230، DOI:10.1353/ol.1999.0012
- Cowell، Reid (1951)، The Structure of Gilbertese، Rongorongo Press

## روابط خارجية
- Trussel، Stephen؛ Gordon W Groves (1978). A Combined Kiribati-English Dictionary based on the works of Hiram Bingham, D.D. and Father Ernest Sabatier, M.S.C. (translated by Sr. M. Oliva) with additional scientific material from Luomala, Goo & Banner. University of Hawaii. مؤرشف من الأصل في 2019-06-06. اطلع عليه بتاريخ 2014-04-23.
- English/Kiribati and Kiribati/English translator with over 50,000 words
- Gilbertese words collection for SuperMemo
- Dictionary with Gilbertese – English Translations from Webster's Online Dictionary – فيليب إم. باركر
- Bibliography on Kiribati linguistics
- How to count in Gilbertese